# Özhan Canaydin
Özhan Canaydin (Bursa, 23 januari 1943 - Bursa, 22 maart 2010 ) was van 2002 tot 2008 voorzitter van de sportclub Galatasaray SK. Hij was een Turkse basketballer en een zakenman, hij was in 1963 textielarbeider.
Canaydin is in 1943 in Bursa geboren en hij groeide daar ook op. Hij studeerde af aan het Galatasaray-lyceum.In 1958 ging hij basketballen en deed tot 1964. Hij werd met Galatasaray in 1963 Turks landskampioen en behoorde tot de 8-koppige selectie. In 1965 trouwde hij met Asuman Canaydin, met wie hij 2 kinderen en 4 kleinkinderen heeft. 
Hij stichtte in Bursa in Nilüfer een eigen school genaamd Canaydın İlköğretim Okulu en een bedrijf dat Biesseci heet. De onderneming heeft 1.200 personeelsleden; er worden kleren vervaardigd voor bekende kledingmerken zoals Kappa, Nike, Next, Lacoste, Fila, adidas, Mavi Jeans.
Sinds het jaar 2002 was Canaydin de voorzitter van de Turkse voetbalclub Galatasaray. Tijdens zijn voorzitterschap werd de club twee keer Turks landskampioen en behaalde ze een keer de Turkse beker. Hij had sinds zijn aantreden veel in de club geïnvesteerd. Zo zorgde hij voor een nieuw stadion. In 2008 legde hij het voorzitterschap neer wegens gezondheidsproblemen; hij werd opgevolgd door Adnan Polat.